# Powiat Tokoro
Powiat Tokoro (jap. 常呂郡 Tokoro-gun) – powiat w Japonii, w prefekturze Hokkaido, w podprefekturze Ohōtsuku. W 2024 roku liczył 11 627 mieszkańców.

## Miejscowości
- Kunneppu
- Oketo
- Saroma